# 吉田麻子
吉田 麻子（よしだ あさこ、1月3日 - ）は、日本の女性声優。ブリングアップ/劇団アルターエゴ所属。鳥取県出身。血液型はAB型。高校時代演劇部に所属していて、男役を演じたときに見ていた女性に惚れられた経験がある。

## 出演作品

### テレビアニメ
- おねがいマイメロディシリーズ
  - おねがいマイメロディ（コンミ）
  - おねがいマイメロディ 〜くるくるシャッフル!〜（コンミ）
  - おねがい♪マイメロディ きららっ★（コンミ）
- 家庭教師ヒットマンREBORN!（獄寺隼人（幼少期）、ネロ、おばあさん、マサルの母）
- capeta（カズヨシ）
- 恋姫†無双（少年）
- 鋼鉄三国志（子供）
- シュガシュガルーン（幼少のピエール）
- 人造昆虫カブトボーグ V×V（中村、園児A、女子高生B）
- 涼風（白猫、生徒、部員、ファン、街の人々）
- 遊☆戯☆王デュエルモンスターズGX（加納マルタン、エド・フェニックス（幼少期）、光雄（幼少期）、木下 他）

### 劇場版アニメ
- 遊☆戯☆王デュエルモンスターズ 光のピラミッド

### ゲーム
- 遊☆戯☆王デュエルモンスターズGX タッグフォース（一般女子生徒）
  - 遊☆戯☆王デュエルモンスターズGX タッグフォース2（一般女子生徒）

### ラジオ
- 智一・美樹のラジオビッグバン（文化放送：3代目アシスタント）

### CDドラマ
- 寮長様とヒミツの契約
- マイネリーベ

### 舞台
- オスティア（町人、コロス）
- 天国と地獄
- 夏の夜の夢で会いましょう（ヘレナ）
- HAKKENDEN2005（夏美）
- マクベス（マクベス夫人）
- 僕のロミオ・僕のジュリエット（Fイー）